# Premier ministre du Manitoba
Le premier ministre du Manitoba (anglais : Premier of Manitoba) est le chef du gouvernement de la province canadienne du Manitoba depuis le 15 juillet 1870.
Le premier ministre est nommé par le lieutenant-gouverneur du Manitoba. Par convention, il s'agit du chef de parti qui bénéficie de la confiance de l'Assemblée législative. Le premier ministre est également président du conseil exécutif.
Les autres membres du gouvernement sont nommés par le lieutenant-gouverneur sur l'avis du premier ministre.
L'actuel premier ministre du Manitoba est Wab Kinew du Nouveau Parti démocratique du Manitoba. Il s'agit du premier autochtone nommé à cette fonction depuis John Norquay en 1887. 

## Premiers ministres
|  |  | Nom                         | Parti                        | Mandat                              |
|  |  | --------------------------- | ---------------------------- | ----------------------------------- |
|  |  | Alfred Boyd                 | Sans parti                   | 1870–1871                           |
|  |  | Marc-Amable Girard          | Sans parti                   | 1871–1872                           |
|  |  | Henry Hynes Clarke          | Sans parti                   | 1872–1874                           |
|  |  | Marc-Amable Girard (encore) | Sans parti                   | 1874                                |
|  |  | Robert Atkinson Davis       | Sans parti                   | 1874–1878                           |
|  |  | John Norquay                | Sans parti                   | 1878–1887                           |
|  |  | David Howard Harrison       | Sans parti                   | 1887–1888                           |
|  |  | Thomas Greenway             | Libéral                      | 1888–1900                           |
|  |  | Hugh John Macdonald         | Conservateur                 | 1900                                |
|  |  | Rodmond Palen Roblin        | Conservateur                 | 1900–1915                           |
|  |  | Tobias Crawford Norris      | Libéral                      | 1915–1922                           |
|  |  | John Bracken                | United Farmers/Progressistes | 1922–1932                           |
|  |  | John Bracken                | Libéral-progressiste         | 1932–1943                           |
|  |  | Stuart Garson               | Libéral-progressiste         | 1943–1948                           |
|  |  | Douglas Lloyd Campbell      | Libéral-progressiste         | 1948–1958                           |
|  |  | Dufferin Roblin             | Progressiste-conservateur    | 1958–1967                           |
|  |  | Walter Weir                 | Progressiste-conservateur    | 1967–1969                           |
|  |  | Edward Schreyer             | NPD                          | 1969–1977                           |
|  |  | Sterling Lyon               | Progressiste-conservateur    | 1977–1981                           |
|  |  | Howard Pawley               | NPD                          | 1981–1988                           |
|  |  | Gary Filmon                 | Progressiste-conservateur    | 1988–1999                           |
|  |  | Gary Doer                   | NPD                          | 1999–2009                           |
|  |  | Greg Selinger               | NPD                          | 2009–2016                           |
|  |  | Brian Pallister             | Progressiste-conservateur    | 2016–1er septembre 2021             |
|  |  | Kelvin Goertzen             | Progressiste-conservateur    | 1er septembre 2021––2 novembre 2021 |
|  |  | Heather Stefanson           | Progressiste-conservateur    | 2 novembre 2021–18 octobre 2023     |
|  |  | Wab Kinew                   | NPD                          | 18 octobre 2023 –                   |

## Anciens premiers ministres encore vivants
Depuis octobre 2023, sept anciens premiers ministres manitobains sont encore en vie, le plus vieux étant Edward Schreyer (1969-1977, né en 1935). Le dernier premier ministre à mourir est Howard Pawley (1981-1988) le 30 décembre 2015.
| Nom               | Mandat    | Date de naissance |
| ----------------- | --------- | ----------------- |
| Edward Schreyer   | 1969–1977 | 21 décembre 1935  |
| Gary Filmon       | 1988–1999 | 24 août 1942      |
| Gary Doer         | 1999–2009 | 31 mars 1948      |
| Greg Selinger     | 2009–2016 | 16 février 1951   |
| Brian Pallister   | 2016–2021 | 6 juillet 1954    |
| Kelvin Goertzen   | 2021      | 12 juin 1969      |
| Heather Stefanson | 2021-2023 | 11 mai 1970       |